# 滋賀県立河瀬中学校・高等学校
滋賀県立河瀬中学校・高等学校（しがけんりつ かわせちゅうがっこう・こうとうがっこう）は、滋賀県彦根市川瀬馬場町にある県立中学校・高等学校。

## 概要
1983年に開校した県立高校。普通科設置。2003年には併設型中高一貫校として県立中学が開校し、校歌の歌詞が改変された。
目指す学校像
魅力と活力ある中高一貫教育校として県や地域住民から信頼される公共教育を推進し、その期待と負託に応えられる学校
目指す生徒像
校訓「志成」のもと自主的・自律的に考え行動するとともに、視野を地域から世界へ広げ、何事に対しても意欲を持って取り組める心豊かな生徒
校訓
校訓は「志成」である。これは「志有る者こそ、何事も実現できる」という意味で、意欲と目標をもって努力することの大切さを説いた言葉である。本校セミナーハウス「志成館」は、この言葉にちなんで命名された。

## 沿革
- 1981年
  - 5月19日：教育委員会において1983年の開校を目指し設置が決定
- 1982年
  - 5月10日：造成工事開始
  - 7月10日：校舎棟起工
- 1983年
  - 4月1日：河瀬高校開校
  - 4月4日：HR棟、理科棟完成
- 1984年
  - 4月4日：管理棟完成
- 1985年
  - 3月22日：武道場完成
  - 3月25日：芸術棟、前庭完成
- 1990年
  - 3月31日：志成館完成
- 1991年
  - 3月28日：プール完成
- 1992年
  - 3月30日：テニスコート完成
- 2002年
  - 6月14日：教育委員会において、併設型中高一貫校の設置が決定
- 2003年
  - 2月28日：教室の改修、特別教室棟完成
  - 4月1日：河瀬中学校開校

## 学校行事

### 学園祭
河瀬中学高校の『荒人漈』と呼ばれる学園祭（体育祭・文化祭）は、中高合同で行っている。中学校1年生から高校3年生までの6学年が団結し、互いに競い合い、磨き合うことで、学園祭を盛り上げている。体育祭が1日、文化祭が1日と半日学校内で行われる。生徒会執行部が中心となり企画や運営を行うなど、生徒が率先して学園祭作りに取り組んでいる。体育祭では、中学生と高校生が一緒に走るなど、中高一貫教育校ならではの光景が見られる。文化祭では、手作りショートムービー上映や教室展示、高校3年生は近隣の商店とコラボレーションし模擬店を実施する。商店とはセブンイレブンやほっともっと、CoCo壱番屋、平和堂、モスバーガー、ミスタードーナツなどである。このコラボレーションは生徒会執行部の企画や依頼で実現した。生徒会執行部は前年の学園祭が終了するとすぐに次年の学園祭の企画に入る。

### 修学旅行
高校では次世代の国際社会で活躍できるグローバル人材の育成を目指し、海外への修学旅行を実施している。これまでに韓国、オーストラリア、マレーシア、香港などを訪問し、現地の学校との交流、一般家庭へのホームビジット、現地学生を交えた班別自主研修などを通して、国際感覚を磨き、広い視野を持ち、異文化を理解し尊重するとともに、異なる文化をもった人々と共に生きていく資質や能力を育成していく取り組みを行った。
中学校では毎年10月に関東方面へ2泊3日の修学旅行を実施している。主なねらいは「国際交流・異文化理解」「大学理解」である。横須賀での外国人留学生との交流や、大学訪問などである。

### 海外短期派遣研修
本校では、グローバル人材の育成を目指し、希望者を対象に海外短期派遣研修を実施している。
語学学校での英語研修やホームステイ等を通して、異文化や自国の文化に対する認識を深めようとする態度を養い、国際的視野を持った人材を育成するとともに、国際社会で通用する英語運用能力を身に付けようとする意欲を高めることを目指す。
平成30年度は、オーストラリアのクイーンズランド州ケアンズ近郊に滞在し、ホームステイや語学研修、州立高校での授業参加等を通して、実践的な語学力とグローバルな国際的感覚を身に付けるための研修が実施された。

## 部活動

### 中高合同運動部
中高一貫校の特色を生かして、以下の運動部は中学高校合同で行っている。
- 陸上競技部
- 卓球部
- 剣道部

### 高校運動部
男子ハンドボールや女子ハンドボール、男子バドミントン部は好成績を収めている。
- 硬式野球部（男子）
- サッカー部（男子）
- ソフトテニス部（女子）
- バレーボール部（女子）
- バドミントン部
- ハンドボール部
- バスケットボール部

### 中学運動部
- バレーボール部（女子）
- 軟式野球部（男子）
- バスケットボール部（女子）

### 中高合同文化部
文化部は全ての部が中学高校合同で実施されており、吹奏楽部や科学部、放送部は全国大会に出場している。
- 吹奏楽部
主な活動実績
  - 全国高等学校総合文化祭 宮城大会 出場
  - 東京ディズニーリゾート 「ドリーマーズ・オン・ステージ」出演
- 科学部
- 放送部
主な活動実績
  - NHK杯 放送コンテスト アナウンス部門 優秀賞 全国大会出場
  - NHK杯 放送コンテスト 朗読部門 優秀賞 全国大会出場
- 美術部
- 書道部
- 茶華道部
- ホームメイキング部
- 写真部
- ESS部
- 文芸部

## 生徒会執行部
河瀬高校の生徒会執行部では、生徒自らが企画・運営し、年間を通して様々な活動を行っている。中心となる活動は後述の学園祭であり、前年の学園祭が終了するとすぐに次年の学園祭の企画をする。
4月は新入生を迎えるために、部活動説明会や対面式を行う。また同月の下旬に行われる生徒総会で本年度の学園祭内容審議を経て、学園祭に向けてより具体的な活動が始まる。6月上旬の学園祭に向けての活動が活発になる。学園祭に関わる各種説明会や事前準備も生徒会執行部が行う。夏休み中は県内の中学3年生を対象に教務課主催の学校説明会の一部を一任され運営を行う。9月中旬には、生徒会長選挙を行い、1年間会長職に就く。生徒会長は例年生徒会執行部内から立候補が出るため、部外の生徒が立候補することはほとんど無い。11月には再び教務課主催の学校説明会が行われ、運営を行う。12月には「軌跡」として学校HPに乗せるために、各部活動の活動内容をまとめる。3月中旬に1年生と2年生で球技大会を行って、一年間の生徒会行事を締めくくる。ほとんどの部員は部活動を掛け持ちせず、生徒会執行部のみに所属する。日本生徒会大賞2018において活動賞、さらに日本生徒会大賞2019においては奨励賞を受賞している。
そのほかにも、全校生徒の意見を聞きそれを実行する。その意見により、新しく学校指定のセーターやベストが作られたり、飲み物やパンの自動販売機が設置されたりしている。
また、中学の生徒会執行部も存在するが、活動は高校と比べると少ない。

## ICT教育
これからの新しい時代で求められる資質・能力の育成を目指し、「基礎・基本の定着・充実・深化」に役立つ授業を行うため、昨年度からすべての普通教室と一部の特別教室に電子黒板機能付きプロジェクターとスクリーン、書画カメラが設置された。
こうしたICT機器等の活用により、どの授業においても効果的に教材提示が行えるようになった。地図やグラフなどの資料や、動画や写真等の教材に加え、教科書や学習プリントなども見やすく提示することができる。
これにより、学習に対する興味・関心を高めたり、「見やすく・わかりやすい」教材提示を行ったりしながら、授業における学習支援の充実が実現された。
今後は、理科や英語などの教科を中心に、デジタル教科書やタブレット端末等の活用も推進し、探求型の学習活動やプレゼンテーションなども取り入れ、意見や考えを交流する学習活動にも取り組まれる計画。

## 進路指導
中高一貫校の特色を生かし、中学生の段階から高校卒業後の進路について学習する。
大学訪問
中学3年生の校外学習や修学旅行では大学を訪れ、キャンパス見学や学生インタビューなどを行う。
自習室開放
土日で授業は無い時も学校で自学自習ができるように、ほぼ年間を通して教室が開放される。出勤している先生に質問することもできる。
宿泊オリエンテーション
高校1年生の入学後4月末に実施される。私語や質問をせず、2日間自学自習をする。その合間には大縄大会などの企画や卒業生の話を聞く機会もある。
進学補習・個別指導
高校3年生の夏休み以降は各教科の補習を取ることができる。標準レベルや難関レベル、看護志望の数学など自分のレベルや志望などでさまざまな選択をできる。また、小論文や面接など個別指導も随時行われる。

## 入試
高校では特色選抜、スポーツ文化芸術推薦選抜（吹奏楽）、一般選抜が行われる。
特色選抜
2月上旬に試験が行われる。国語、社会、英語の融合問題及び数学、理科の融合問題の2つで構成される総合問題と、与えられた資料などから自分の考えをまとめ表現する小論文により選抜される。2018年度の特色選抜までは、小論文ではなく、英語での口頭試問が行われていた。
スポーツ文化芸術推薦選抜（吹奏楽）
2月上旬に行われる。中学で吹奏楽部に所属もしくは個人で吹奏楽をしていた者で高い演奏技術を持ち、高校入学後も興味や意欲を持って吹奏楽に取り組み、吹奏楽部に入部する者のみが受験資格を得る。上記の特色選抜の試験に加え、演奏の基礎力を判定する実技試験が行われる。合格者は5名以内である。
一般選抜
3月上旬に行われる。国語、社会、数学、理科、英語の試験により選抜される。
中学校では1月中旬に行われる。与えられた資料などから自分の考えをまとめ表現する作文と、算数、社会、理科の適性検査と、集団面接により選抜される。

## アクセス
JR琵琶湖線河瀬駅から徒歩7分